# Avrig
Avrig é uma cidade da Romênia com 16215 habitantes, localizada no distrito de Sibiu.